# Щитов, Анатолий Владимирович
Анато́лий Влади́мирович Щи́тов (23 апреля 1934, Кяхта — 1998, Улан-Удэ) — российский писатель-прозаик, поэт, переводчик и драматург. Член Союза писателей СССР (1967). Заслуженный работник культуры Бурятии (1984). Лауреат Государственной премии Бурятии (1994). 

## Биография
Родился в 1934 году в городе Кяхта. Окончил Омский гидромелиоративный институт,  Высшие литературные курсы при Литературном институте имени М. Горького. Работал инженером-мелиоратором, заместителем главного редактора и ответственным секретарём журнала «Байкал», вёл литературные передачи на Бурятском телевидении.
Дебютировал в печати в 1960 году в журнале «Свет над Байкалом». Печатался в периодических изданиях Омска и Улан-Удэ. Писал пьесы для Русского драматического театра им. Н. А. Бестужева. Переводил на русский язык стихи бурятских, монгольских и эвенкийских поэтов.

## Творчество
Поэтические сборники:
- «Стихи» (1960)
- «Стихи для друзей» (1970)
- «Стихи» (1973)
- «Баллада о белом потолке» (1975)
- «Красная осень» (1979)
- «Признание» (1991)

Поэма «1600».
Сборники рассказов и повестей:
- «Дороги кончаются здесь» (1979, соавтор А. Балабаев)
- «Туда, где Люси» (1987)

Пьесы:
- «Тайга, тайга»
- «Крик в тайге»
- «Ради этой минуты»
- «Волчий лог»

Сценарий телеспектакля «Дороги кончаются здесь».